# Zuiko

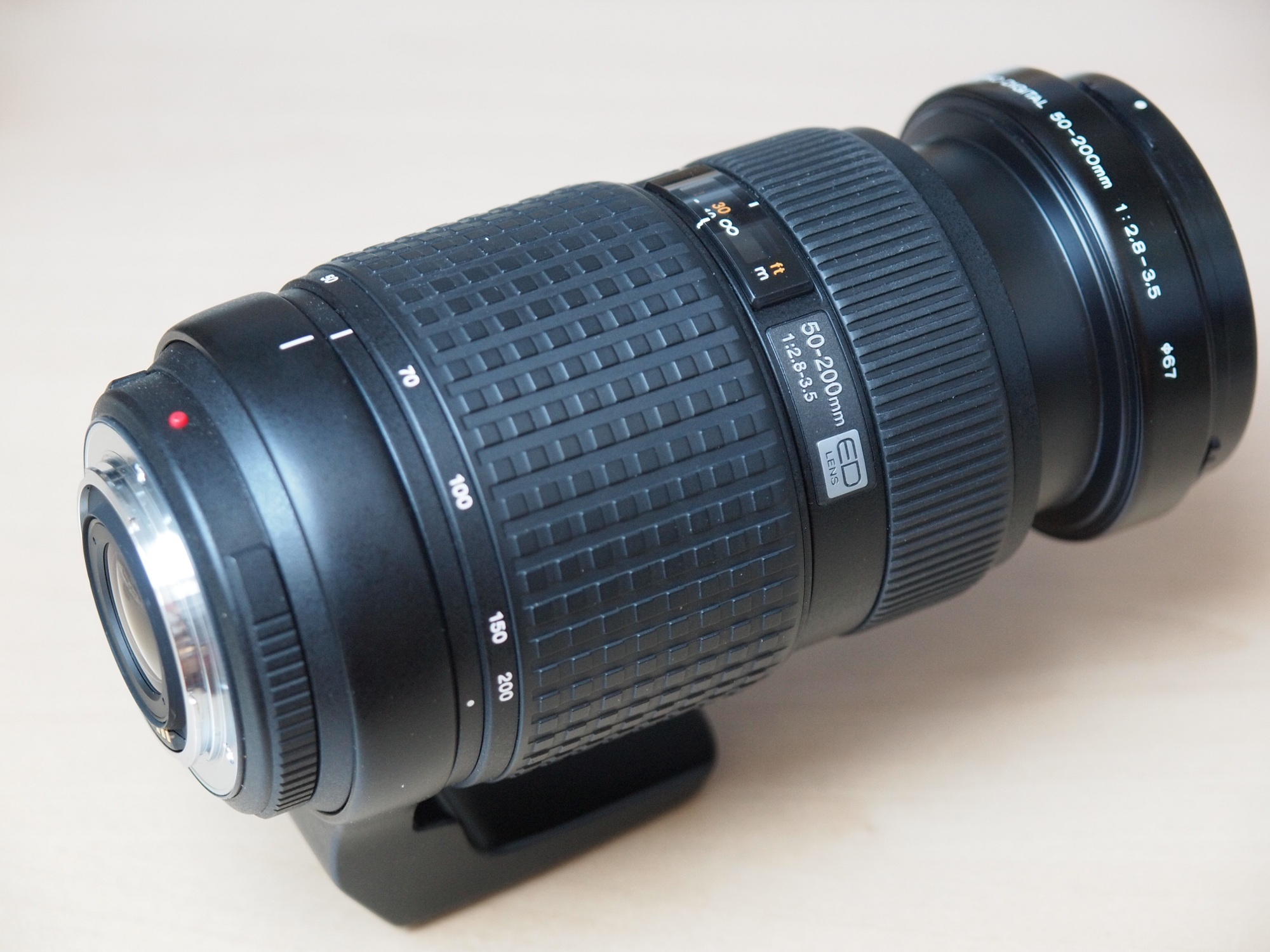
Olympus Zuiko Digital 2.8–3.5/50–200 (Pro-Serie)

Zuiko ist der Markenname von Objektiven der Firma OM Digital Solutions (bis 2020 Olympus), die an deren ältere analoge Kameras sowie an digitale Spiegelreflexkameras des Olympus-E-Systems passen. Die Bezeichnung soll der altchinesischen Sprache entstammen und kann übersetzt werden mit "goldenes Licht".
Als Olympus 2003 mit einer digitalen Spiegelreflexkamera für Wechselobjektive auf den Markt kam, wurden auch passende Objektive unter dem bereits bekannten Namen angeboten, angepasst an den Four-Thirds-Standard.
Die kompakten E-System-Objektive decken einen Brennweitenbereich von 7 bis 300 mm (entspricht 14 bis 600 mm Kleinbild) ab. Die digitalen Zuiko-Objektive werden dabei in die Qualitätskategorien „Standard“, „Pro“ und „TopPro“ eingeteilt, wobei sich die höheren Klassen nicht nur in der optischen Qualität abheben, sondern für den professionellen Einsatz auch gegen Staub und Spritzwasser geschützt sind. Obwohl es auch eine Auswahl von Festbrennweiten gibt, liegt der Schwerpunkt auf hochwertigen Zoomobjektiven.
Die Objektive der neuen Baureihe sind durch den Four-Thirds-Standard für den Einsatz an digitalen Spiegelreflexkameras optimiert. Auf einen integrierten optischen Bildstabilisator verzichtet der Hersteller bei den Objektiven deshalb, weil die Mehrzahl der Olympus-Kameragehäuse des E-Systems bereits über einen in das Kameragehäuse integrierten sensorbasierten Bildstabilisator verfügt.
Ein weiterer Vorteil der Zuiko-Objektivreihe ist die fast telezentrische Bauweise.
Seit Ende 2007 gibt es auch Zuiko-Objektive mit Ultraschallantrieb, bei Olympus SWD (=Supersonic Wave Drive) genannt.